# Nelson Shanks
John Nelson Shanks (23 de diciembre de 1937 – 28 de agosto de 2015) fue un pintor y artista estadounidense. Su trabajo más conocido es el retrato de la princesa Diana de Gales, completado en 1996. La pintura fue mostrada por primera vez en la galería de Hirschl & Adler en la Ciudad de Nueva York, desde el 24 de abril al 28 de junio de 1996.
Los estudios de Shanks comenzaron en la Facultad de Artes en la Academia de Memphis, el Instituto de Arte de Chicago, la Liga de estudiantes de arte en Nueva York, la Academia Nacional de Diseño y fundó Studio Incamminati, además de ser residente de Andalusia, Pensilvania. Fue un miembro honorario de la sociedad americana del realismo clásico.
Shanks era un pintor, profesor e historiador de arte, que influyó en el resurgimiento del realismo clásico en los Estados Unidos. Sus retratos de personajes de la realeza, la política y celebridades lo llevaron a tener un perfil internacional convirtiéndolo en uno de los más importantes pintores de la figurativa contemporánea. La filosofía y habilidades de Shanks, se compartieron a través de sus enseñanzas en instituciones públicas y privadas. En 2002, fundó Studios Incamminati en Filadelfia, Pensilvania; una academia dedicada al estudio, práctica y propagación del arte realista que hace el uso de la filosofía y técnicas utilizadas por Shanks.

## Primeros años
Shanks nació en Rochester, Nueva York. Vivió en Wilmington, Delaware durante la mayor parte de su niñez. Estudió en el Instituto de Arte de la Ciudad de Kansas y en la Ciudad de Nueva York atendió a la Academia Nacional de Diseño y la Liga de Alumos de Arte. En la Liga de Alumos de Arte, ganaba su colegiatura sirviendo como el monitor de clases de Robert Brackman, Ivan Olinsky y Edwin Dickinson. También estudiaba en privado con John Koch y Henry Hensche. Becas de la fundación de Greenshields y Stacey permitieron que estudiara en Florencia, con Pietro Annigoni en la Accademia de Belle Arti. Después regresó a enseñar a Memphis, Chicago y a Pensilvania, donde mantuvo su estudio durante 3 décadas.

## Carrera

### Obras Encargadas
Su retrato de Diana, la princesa de Gales estuvo completada en 1996. La pintura fue mostrada por primera vez en la galería de Hirschl & Adler en la Ciudad de Nueva York, Abril 24 a 28 de junio de 1996; la cual ahora se encuentra colgada en la casa de la Princesa en Althorp. Sus otras obras incluyen a su Santidad, Juan Pablo II, a los expresidentes estadounidenses Ronald Reagan y Bill Clinton además del cantante Luciano Pavarotti.

### Exposiciones
Su trabajo ha sido exhibido en museos y galerías de todo el mundo, incluyendo la Galería Nacional de Arte en Washington, D.C., el Palacio Real en Estocolmo, el Palacio de Kensington en Londres y Fortezza Firmafede en Sarzana, Italia. Durante el verano y otoño del 2011, tuvo exposiciones solitarias en el Museo Estatal Ruso, en San Petersburgo y la Academia Rusa de Artes, en Moscú. Fue uno de dos pintores estadounidenses a quienes han invitado a mostrar sus obras en dichas localidades.
Otras exhibiciones de las obras de Shanks incluyeron muestras en la Academia Nacional de Diseño; las galerías de Hirschl & Adler; las galerías FAR y de Coe Kerr en Nueva York; Instituto del Arte de Dayton; el Instituto de Arte Americano Butler; el Instituto de Arte de Chicago; la Alianza de Arte de Filadelfia; el Museo Estatal de New Jersey; la Galería Nacional de Arte; el Museo de Arte de Filadelfia; la Universidad de Oklahoma; la Universidad de Pensilvania; la Universidad del Templo, la Universidad Jefferson, la Universidad Johns Hopkins; la Universidad de William y Mary; el Museo de Arte Allentown, el Museo de Arte Palmer; la Universidad George Washington; la Universidad de las Artes; Museo Universitario Oglethorpe; Universidad la Salle; el Palacio Real de Estocolmo; el Palacio de Kensington en Londres. Hubo una importante exposición exclusiva para Shanks en la Academia de Pensilvania de las Bellas artes, así como en la galería de Hirschl & Adler titulada, "Yanks Paint Brits." En agosto del 2004, en la ciudad de Sarzana, Italia, se dio lugar a una exposición 'Dal Maestro'/'Del Maestro', en la "Fortezza Firmafede" una fortaleza del siglo XV. El Museo de Arte de Woodmere en Filadelfia, Pensilvania, también dio lugar a la exhibición 'Dal Maestro' en octubre del 2004, esta exposición mostró más de 50 obras de Nelson Shanks. Las obras de Shanks se encuentran en distinguidas colecciones por todo el mundo.

### Retratos
Conocido por sus habilidades para capturar la compleja naturaleza de sus personajes, los reveladores retratos de Shanks han contribuido a su estado como uno de los más importante pintores de la figurativa contemporánea. Entre sus encargos más notables se encuentran: Diana, la Princesa de Gales, el Papa Juan Pablo II para el Museo Vaticano, Margaret Thatcher, los presidentes de EE.UU. Ronald Reagan y Bill Clinton para la Galería de Retratos. Otros encargos significativos incluyen a Luciano Pavarotti para la Ópera Metropolitana, Mstislav Rostropovich para el Centro John F. Kennedy, Denyce Tumbas para la Galería de Retrato Nacional y la colección privada del Lord Spencer, en Althorp de Charles. Otros retratos notables incluyen a su Majestad el Rey Carl XVI Gustaf de Suecia y su Majestad la Reina Silvia de Suecia, la Reina Juliana del Netherlands, J. Carter Brown, Katharine Graham, el Juez Guido Calabresi, el cirujano Dr. General C. Everett Koop, Robert Madera Johnson Jr., James Burke, Marcus Wallenberg, Dr. Peter Wallenberg, la señora Darla Moore, Señor Lionel Pincus, el Señor Jerry Speyer, el Presidente del consejo del Museo de Arte Moderno, Arthur O. Sulzberger, el Presidente del consejo del Museo Metropolitano de Arte, el Presidente del New York Times, Mary McFadden; el exalcalde de la Ciudad de Nueva York, Michael Bloomberg y otros más. Su trabajo ha sido exhibido en museos y galerías de todo el mundo, incluyendo la Galería Nacional de Arte en Washington, D.C., el Palacio Real en Estocolmo, Suecia; el Palacio de Kensington en Londres y en la fortaleza "Fortezza Firmafede" en Sarzana, Italia.
En 2015, Shanks declaró que había escondido una referencia secreta al vestido azul usado por Monica Lewinsky en el retrato oficial del Presidente Bill Clinton que se encuentra en la Galería de Retrato Nacional, este se encuentra oculto a manera de una sombra.

## Enseñanzas
Shanks era un realista, capturaba la esencia de sus temas a través de la observación aguda y habilidades técnica. Si el tema fuera la vida, el paisaje o algo figurativo, su trabajo evoca emoción y desafía al espectador para que inspeccionara la obra más de cerca. Sus retratos describen al individuo con agudeza y verdad sin deferencia a la fama o influencia del tema. En palabras del artista, "la pintura Realista tiene que ser nada menos que una meditación en la naturaleza de la existencia del individuo. Tiene que crear empatía con el observador para que despierte su imaginación y memorias... Debe abarcar todo lo que el pintor realista ve antes de sus ojos y por tanto siente en su corazón".
La enseñanza filosófica empleada por Shanks enfatiza la importancia de obtener conocimiento a base de entrenar estudiantes y de esta manera "ver" como es el entendimiento y concentración que toma años para convertirse en un pintor especializado y con grandes habilidades. Durante su carrera, Shanks pintaba casi todos los días del año algún paisaje, alguna figura o retrato. Se ponía objetivos para crecer y mejorar con cada pintura, y animaba a sus alumnos para hacer lo mismo.
Shanks enseñó en la Facultad del Instituto de Arte de Chicago, la Liga de Alumnos de Arte, la Academia Nacional de Diseño, la Universidad George Washington y la Academia de las Bellas artes de Pensilvania, entre otros. Estableció un programa de aprendizaje en su casa del Condado de Bucks, donde artistas recibían un cuarto e instrucciones sin ningún coste. A finales de 1990, lanzó una exitosa serie de talleres en respuesta a la creciente necesidad de serios instructores de arte. La necesidad para los estudiantes de adentrarse ellos mismos en sus profundos principios de enseñanza, hicieron clara la gran extensa demanda de subscripciones a sus talleres, lo que llevó a la decisión de abrir un programa de tiempo completo en el año 2002, a este taller le llamó Studio Incamminati, este nombre en italiano significa "quienes están progresando". El nombre también apunta para invocar el espíritu y prácticas del estudio fundado por el artista de Renacimiento Annibale Carracci.
Nelson, y su esposa, Leona Shanks, fundaron Studio Incamminati para proporcionar un sitio donde los artistas dedicados al realismo podrían estudiar pintar y adquirir otras habilidades necesarias para carreras artísticas exitosas. Nelson Shanks estuvo comprometido a cambiar la visión del mundo del arte y a través de Studio Incamminati atrajo a personas dispuestas a prometer y dedicar tiempo a esta causa. El sacrificó su tiempo para pintar en pro de la enseñanza a sus alumnos, lo cual fue premiado por el progreso de su alumnado.

## Recepción

### Reconocimiento y premios
En 1996, a Shanks le fue otorgado "La Medalla del Sargento" por sus logros en vida por la Sociedad Americana de Artistas de Retrato.
En 2006, el gobernador Edward Rendell presentó a Shanks el premio de Artes Distinguidas, el cual reconoce a un artista destacado de Pensilvania cuyas creaciones hayan contribuido a enriquecer la cultura. Entre aquellas contribuciones por Shanks, destacan su compromiso a la enseñanza y el establecimiento de Studio Incamminati.
En 2009, a Shanks se le otorgó la medalla de oro en méritos de vida por la Sociedad Americana de Retratistas.
En 2011, por su "trascendental trabajo" y contribuciones a la cultura, los miembros de la Academia Rusa, la institución que gobierna las exhibiciones y educación artística en la Federación Rusa, votaron por hacer a Shanks un miembro honorario dentro de sus filas.

## Muerte
Shanks murió de cáncer de próstata en su casa de Andalusia, Pensilvania el 28 de agosto de 2015 a la edad de 77 años.

## Otras Lecturas
- Mastery & Meaning: The Paintings of Nelson Shanks. Union League of Philadelphia. 2006.
- Manzo, Kathryn. «Nelson Shanks: Humanist Realist». Art Renewal Center. Art Renewal Center. Consultado el 7 de febrero de 2014.
- Shanks, Nelson (1996). Paintings by Nelson Shanks. The Academy. ISBN 9780965509701.